# Carl Furtmüller
Carl Furtmüller (2. srpna 1880, Vídeň – 1. ledna 1951, Mariapfarr, Rakousko) byl vídeňský pedagog a psycholog židovského původu. V letech 1904-1909 vyučoval jako gymnaziální profesor na gymnáziu v Kadani. Stál roku 1914 u zrodu časopisu pro moderní psychologii – Zeitschrift für Individualpsychologie. Po 1. světové válce byl vysokým úředníkem na ministerstvu vyučování ve Vídni. V roce 1938 emigroval s manželkou postupně do Francie, Španělska a nakonec roku 1941 do USA. Zpět do Rakouska se vrátil až roku 1947 a do své smrti 1. ledna 1951 v Mariapfarr u Salcburku byl ředitelem Pedagogického institutu ve Vídni.

## Život
Carl Furtmüller se narodil ve Vídni, tehdejší metropoli rakousko-uherské monarchie. Jeho židovský otec byl disponentem jedné vídeňské obchodní firmy, matka pocházela z židovské kupecké rodiny. Furtmüller však později konvertoval ke katolictví. Středoškolská léta strávil ve Vídni na prestižním gymnáziu Schottengymnasium, od roku 1898 studoval filosofii na Vídeňské univerzitě. V roce 1900 se stal členem sociálnědemokratické strany a byl spoluzakladatelem spolku Volksheim, který se stal první dělnickou akademií v Rakousku-Uhersku.
Během let 1901 až 1909 vyučoval na dvou středních školách, nejprve na Sophiengymnasium ve Vídni a později na gymnáziu v Kadani. Věnoval se výuce němčiny, latiny a řečtiny. Během tohoto období se oženil s ruskou emigrantkou Aline Klatschko. Po návratu do Vídně v roce 1909 byl v intenzivním kontaktu se svým přítelem, lékařem a psychologem Alfredem Adlerem. Spolu se věnovali psychologii a dali vzniknout časopisu Zeitschrift für Individualpsychologie. Během 1. světové války v letech 1914 až 1918 byl nucen sloužit v Rakousko-uherské armádě. Během let 1919 až 1934 byl vysokým úředníkem a pracoval na ministerstvu vyučování ve Vídni.
Ještě před jarem 1938 uprchl s manželkou před hitlerovským režimem do Francie. Později byl nucen odejít do Španělska a nakonec se v roce 1941 přesunul do New Yorku ve Spojených státech amerických. Krátce poté zemřela jeho manželka na leukémii. Furtmüller se stal aktivním členem rakouského a německého exilu v Americe. Do Rakouska se vrátil až v roce 1947 a až do své smrti působil jako ředitel Pedagogického institutu ve Vídni. Zemřel 1. ledna 1951 v Mariapfarr u Salcburku.
Na památku Carla Furtmüllera a jeho manželky Aliny Klatschko nese městský obytný dům ve vídeňské čtvrti Margareten v ulici Zeigelofengasse jméno „Furtmüllerhof“. V roce 1983 byly vydány některé Furtmüllerovy studie. Jeho jméno nalezneme i v monografii O Alfredu Adlerovi z roku 2002.